# Custo Barcelona

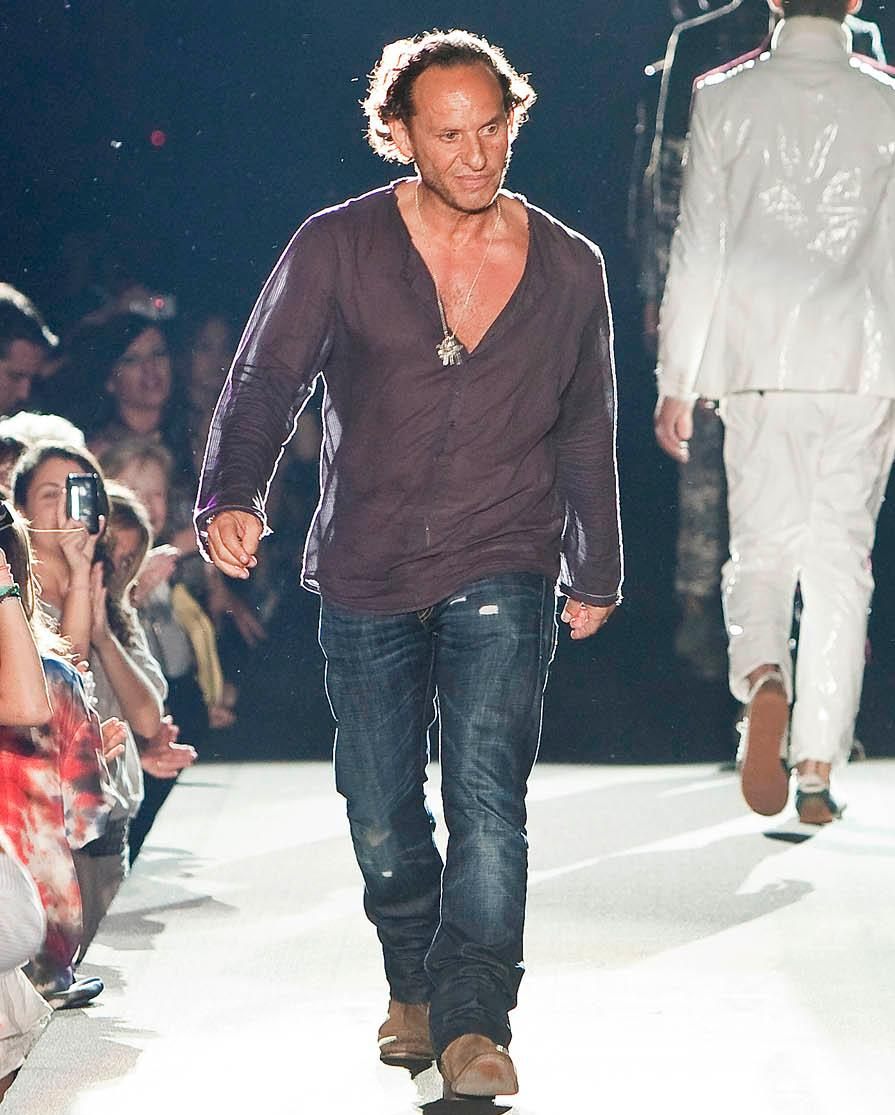

Custo Barcelona (укр. Кусто́ Барсело́на) — міжнародна марка одягу та парфумів, створена каталонськими дизайнерами братами Кусто́ (Кусто́діу) — Далма́у (кат. Custo Dalmau) та Дави́дом (кат. David Custo).
Кусто Далмау (ім’я та прізвище при народженні — А́нжел Кусто́діу Далма́у Салмо́н, кат. Ángel Custodio Dalmau Salmón) народився в 1959 р. у муніципалітеті Тремп, кумарка Паляс-Жуса, Каталонія. Вчився у Барселоні. Спеціалізувався в галузі архітектури.
Славу дизайнера здобув завдяки своїм футболкам. Ідея прийшля після подорожі Сполученими Штатами Америки. Бренд «Custo Barcelona» є популярним у США.

## Магазини «Custo Barcelona» у Барселоні
Центральний магазин «Custo Barcelona»

Комерційний центр «Острів Діагунал» (кат. Centre Comercial L´Illa Diagonal)

вул. Діагунал (кат. Diagonal), 557

08029 Барселона

Площа Соснового лісу (кат. Plaça del Pi), 2

08002 Барселона
Площа Оляс (кат. Plaça de les Olles), 7

08003 Барселона
Родрігес Аріас (ісп. Rodriguez Arias), 12

48008 Барселона

вул. Ла-Рамбла (кат. C/ La Rambla), 109

08002 Барселона

вул. Фарран (кат. Ferran), 36 

08002 Барселона